# Teste ágil
O teste ágil é uma prática de teste de software que segue o manifesto ágil. Esse modelo tem o objetivo de auxiliar no processo de desenvolvimento de uma aplicação e atualmente, é um dos tipos mais utilizados na área.
O teste de software é uma investigação em uma aplicação, com o objetivo validar se o software está funcionando corretamente e o teste ágil traz práticas utilizadas na qualidade de software para facilitar esse processo.
Processos mal definidos ou mal utilizados podem impactar negativamente fatores como alta rotatividade de pessoal, testes ineficientes, atrasos ou atrasos na entrega e, como resultado, nosso sistema fica instável com muitos bugs e clientes insatisfeitos.
Processos e metodologias são as ferramentas que ajudam as equipes a entregar com sucesso, portanto, seja qual for o método que você usa, você deve procurar aproveitá-lo e trabalhar para você. Os dois métodos mais comuns para todos que trabalham no desenvolvimento de software são:
- Metodologia estruturada
- Metodologia ágil

## Estruturada
Seu principal objetivo é estabelecer ordem e padrões para o desenvolvimento de software. A ideia principal dessa metodologia é que o software seja construído em uma série de etapas, cada uma das quais depende da conclusão de outra etapa a ser iniciada, exceto a primeira.
O método também apresenta algumas características específicas do processo de execução de testes:
- A maioria dos testes é manual;
- Os testes são feitos apenas no final do projeto, em uma fase específica de testes;
- A execução do teste começa somente após a conclusão de todo o desenvolvimento;
- Redução do contato entre desenvolvedores e testadores;

## Ágil
Os métodos ágeis derivam da necessidade de minimizar os riscos e custos associados ao desenvolvimento de software. Ao contrário das abordagens tradicionais, a atividade do sistema de teste em si é um processo empírico que ocorre em todas as fases do projeto, do início ao fim, com profissionais de teste contribuindo com o processo, validando os requisitos desde o início. Da criação à entrega final.
A comunicação entre as equipes é um fator chave de sucesso. A documentação é validada em todas as etapas e momentos do processo, o que facilita o aprendizado de todos, pois todos estão envolvidos no processo. Além disso existem ferramentas que auxiliam na execução do teste ágil, o que facilita a documentação dos casos e na retirada de métricas.
Entre outros aspectos dos métodos ágeis, a execução de testes tem as seguintes características:
- A maioria dos testes é automatizada;
- Os testadores estão envolvidos em todas as fases;
- Entrega regular;
- Teste o sistema em relação a essas entregas, não apenas no final do projeto;
- Desenvolvedores e testadores são membros de uma mesma equipe com o mesmo objetivo: entregar um produto de qualidade;
- Todo o processo de comunicação entre equipes;